# Ukraińska Katolicka Partia Ludowa
Ukraińska Katolicka Partia Ludowa (UKNP) – ukraińska partia polityczna, powstała w 1930 we Lwowie.
Opierała się na zasadach wiary katolickiej i Cerkwi, walczyła z ateizmem i masonerią. Starała się o autonomię ukraińskich ziem wchodzących w skład II Rzeczypospolitej, była lojalna wobec państwa polskiego.
Opiekunem partii był biskup Hryhoryj Chomyszyn, w jego diecezji stanisławowskiej miała ona najwyższe poparcie.
Od 1932 zmieniła nazwę na Ukraińska Odnowa Ludowa (UNO). Od 1933 przewodniczącym był poseł adwokat Iwan Wolański, jednym ze znanych działaczy Osyp Nazaruk. Partia nie miała dużego znaczenia w Sejmie, posiadała 1 posła i 1 senatora.
Organem partii było pismo „Nowa Zoria”.